# Rétalap
Rétalap község Győr-Moson-Sopron vármegyében, a Győri járásban.

## Fekvése
A vármegye keleti határánál helyezkedik el, Bőnytől délkeletre, 7 kilométerre. Szomszédos települések Bőny mellett Bana, Tárkány, Kerékteleki, Mezőörs.  Korábban zsáktelepülés volt, teljes szélességű közúti összeköttetése ma is csak Bőnnyel van, ahonnan a 8136-os útból, annak 36+700-as kilométerszelvényénél dél-délkelet felé kiágazó 81 138-as út vezet a településre.
Néhány év óta keskeny, de jó minőségű aszfaltos (valószínűleg őnkormányzati) út vezet a tőle délre, 5 kilométerre levő Mezőörs felé is, lehetőséget nyújtva a 81-es főúton át Győr illetve Székesfehérvár elérésére. Bár a fő közlekedési eszközt az itt élők és az ide utazók számára továbbra is a személygépkocsi jelenti, az utóbbi időben az autóbusz-összeköttetés Győr irányába sokat javult.
Vasútvonal nem érinti a települést, legközelebb a Budapest–Hegyeshalom–Rajka-vasútvonal nagyszentjánosi állomása található.

## Éghajlata
A falu éghajlata erősen kontinentális jellegű. Az éves csapadékmennyiség 550–570 milliméter. A község közelében folyik a Cuhai-Bakony-ér, amelyre az év nagyobb részében illik az "ér" elnevezés. A település határa többnyire jó minőségű szántóföld, amely a múltban és ma is az emberek megélhetésének fő forrása

## Története és mai élete

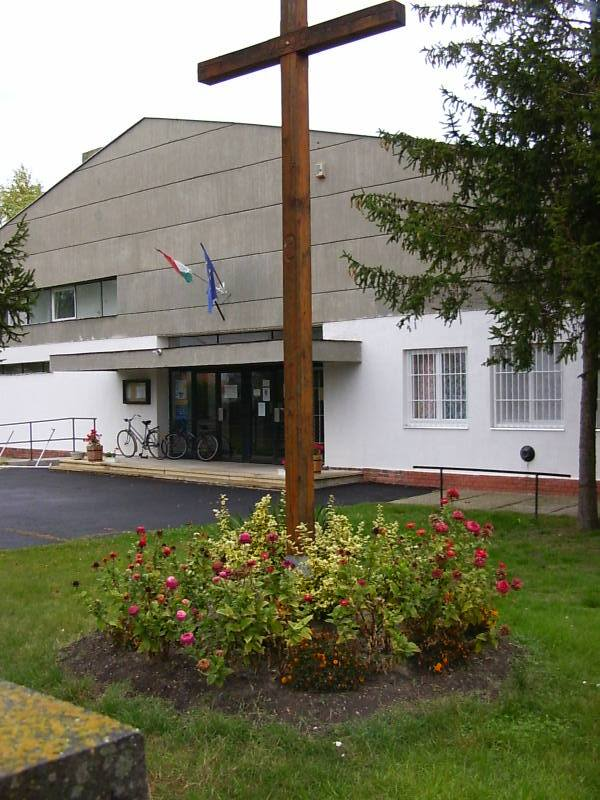
A millenniumi kereszt a közösségi háznál

A község nevének második fele, az Alap, valószínűleg az ótörök „alp” szóból származik, melynek magyar jelentése „hős, dalia”. Az előtagként szereplő „Rét” szó kétféle magyarázattal is bír. Egyik feltevés szerint a mocsaras, vizes területet, kaszálót jelenti. A másik magyarázat szerint jelentheti a „téli legelőt” a nyári legelőt jelölő mező szóval szemben. Az első írásos emlékek a 13. századból maradtak fenn. Először 1216-ban III. Ince pápa összeíró levelében említik a települést Olup néven. Olup területének egy része a szentmártoni apátság birtokában volt. Az apátság mellett birtokosként szerepel Alapi Miklós is. 1362-ben jelenik meg a szentmártoni gyülekezet határjáró levelében Alapi (de Olup) András, a király embere, mint Alapon birtokkal bíró személy. Feltételezhető, hogy ő leszármazottja az 1200-as évek elején említett Alapi Miklósnak. Az 1360-as évektől számos névvel találkozunk, amelyek nem mindig a mai Rétalapot jelölték, hanem egymáshoz közel több településre utaltak, melyek az idő múlásával megszűntek. Megjelenik Zentpeturolup neve, amely valószínűsíti, hogy Szent Péternek szentelt egyháza volt Alapnak, de ennek semmi nyoma nem maradt.
Templom létezése csak sokkal később 1460-ban; bizonyos Reethalap névvel 1517-ben találkozunk először. A 17. század elején a település részben elnéptelenedett, részben elpusztult. A század elején a lakosság számának csökkenése ellenére folyamatosan zajlottak a perek, amelyek a területen birtokkal korábban is rendelkező és a területet megszerezni akarók közt folyt a birtoklásért. A település történetében is jelentős változást hozott a Bőnyben megtelepült Iványos család, akinek legkiemelkedőbb alakja, II. Miklós a faluban is rendelkezett birtokkal. Birtokainak 1702-es megbontásával jött létre Bőnyben, de ugyanúgy Rétalapon is a közbirtokosság. Ebből az időponttól kezdve Rétalap és Bőny sorsa, élete szorosan összekapcsolódik. A 18. század végén megkezdődik a térség számos apró településének egyesítése, amely 1840-ben zárul le, s jön létre a térségben az önálló háztartással bíró Bőny, és az önálló háztartással nem bíró Rétalap. A település e korszaktól kezdődően éli az egyhangú, mondhatni unalmas életét, amelyben változást az 1848-49 évi szabadságharc hozott. A falusiak közül számosan vettek benne részt. A komáromi erőd védői közt 13 rétalapi honvéd neve szerepelt. 1888. március 19-én tették közzé a Belügyminisztérium 6415/IV. sz. határozatát, amely kimondta Bőny és Rétalap egyesítését Bőnyrétalap néven.
A 20. század első felében a község élte nyugalmas, egyhangú életét.
A II. világháború után a falu sem kerülhette el a magyar települések sorsát, a földosztást, majd a tsz-szervezést, a mezőgazdaság szocializálását.

## Jelenleg
A település meglehetősen nagy területen fekszik, s jellemző a széles utcák rendszere, amely lehetővé teszi az esztétikus utcakép kialakítását. A házak között többségében még a régi házak vannak, de egyre több modern, új ház is épült. A faluban számos beépíthető telek vár az építkezőkre. A község rendelkezik vezetékes villany- és gázhálózattal. A lakosság egy része ingázik a győri üzemekbe, többen a környék mezőgazdasági üzemeiben dolgoznak. A faluban jelenleg a három nagy történelmi egyház van jelen. A lakosság többsége római katolikus vallású, kevesebben reformátusok, evangélikus hívő csak néhány van.

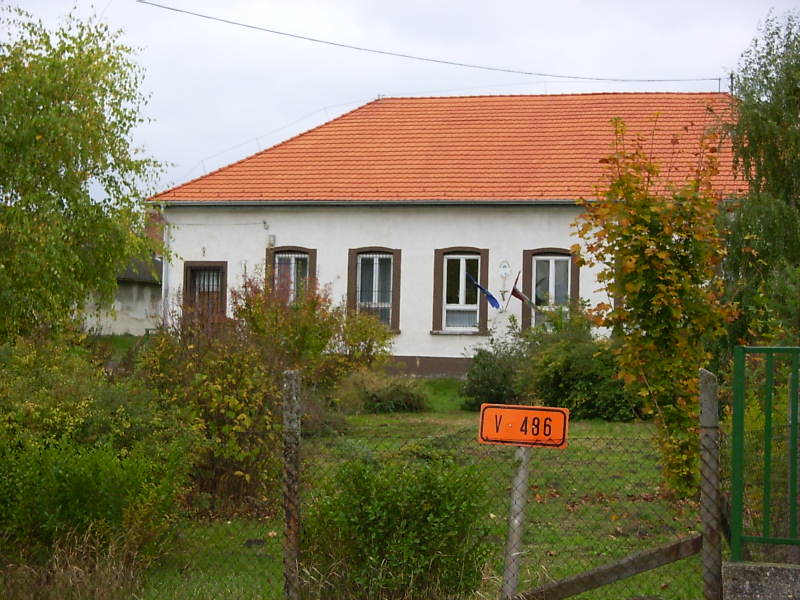
Tagiskola

A település önálló község státuszát 1992. január 1-jén kapta vissza. A képviselő–testület legfontosabb feladatának tartotta a vonalas infrastruktúrákban megmutatkozó hiányosságok felszámolását. 1996-ban bevezették a gázt, 1999-2002 között a vezetékes vizet, illetve megvalósították a csatornarendszert. A faluházként funkcionáló kultúrházban lévő orvosi rendelőt 2004-ben az újították fel; előtte, 2002-ben a kultúrház tetőszerkezete lett korszerűsítve. A következő évek tervei között szerepel a ravatalozó felújítása, illetve autóbuszváró és -forduló kialakítása.
Pályázatokon nyert pénzekből szeretnék a kultúrház további korszerűsítését elvégeztetni. A faluban működik óvoda - melynek működésére külön figyelmet fordít az önkormányzat - kultúrotthon, könyvtár és hagyományőrző kör is. Bőnyből látja el teendőit a háziorvos, a védőnő illetve az állatorvos is. A község a Bakonyér Önkormányzati Társulás tagja.

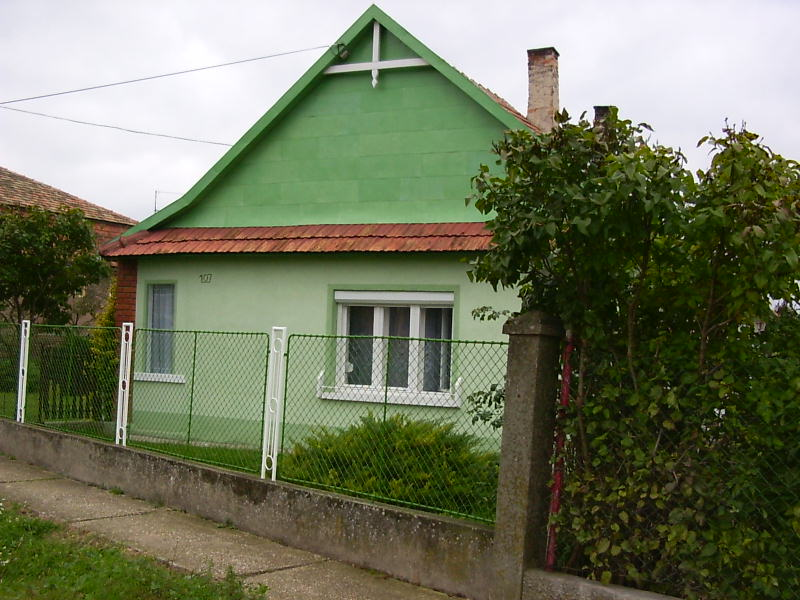
Felújított parasztház

A ravatalozót már felújították. Új aszfaltot kapott a Termelőszövetkezet, a Jókai, az Új, és az Árpád utca. A faluban internet lehetőség van 2 szolgáltató nyújt internet szolgáltatást és mind a három mobilinternet szolgáltatás jó a faluban. Postahivatal nincs, mobil postás kézbesíti a leveleket minden nap. A faluban kenyeres és tejes autó is jár hétfőn, szerdán és pénteken, de bolt is van a faluban és persze kocsma/vendéglő is. A faluban hetente jön 2 "jégkrémes" autó is a Family Frost és az Algida. Kábeltévé nincs, ezért a 4 műholdas tv közül lehet választani: DIGI TV, Direct One vagy T-Home SAT TV.

## Közélete

### Polgármesterei
- 1992–1994: Kövi Pál (független)[3][4]
- 1994–1998: Kövi Pál (független)[5]
- 1998–2002: Kövi Pál (független)[6]
- 2002–2006: Kövi Pál (független)[7]
- 2006–2010: Kövi Pál Zoltán (független)[8]
- 2010–2014: Kövi Pál Zoltán (független)[9]
- 2014–2019: Straszner Csabáné (független)[10]
- 2019–2024: Straszner Csabáné (független)[11]
- 2024– : Nagy Adél (független)[1]

## Népesség
A település népességének változása:
| Lakosok száma | 543  | 552  | 554  | 592  | 537  | 545  | 531  |
|               | 2013 | 2014 | 2015 | 2021 | 2022 | 2023 | 2024 |

A 2011-es népszámlálás során a lakosok 85,5%-a magyarnak mondta magát (14,5% nem nyilatkozott). A vallási megoszlás a következő volt: római katolikus 62,5%, református 9%, evangélikus 0,7%, görögkatolikus 1,3%, felekezeten kívüli 6,5% (20,1% nem nyilatkozott).
2022-ben a lakosság 93,1%-a vallotta magát magyarnak, 1,7% cigánynak, 0,7% szerbnek, 0,4% szlovénnek, 0,4% ukránnak, 0,2-0,2% görögnek, örménynek, bolgárnak és németnek, 0,7% egyéb, nem hazai nemzetiségűnek (6,5% nem nyilatkozott; a kettős identitások miatt a végösszeg nagyobb lehet 100%-nál). Vallásuk szerint 38,7% volt római katolikus, 7,3% református, 0,6% evangélikus, 0,6% görög katolikus, 1,5% egyéb keresztény, 0,9% egyéb katolikus, 6% felekezeten kívüli (44,5% nem válaszolt).